# 브리드 (2006년 영화)
《브리드》(영어: The Breed)는 미국에서 제작된 니컬러스 매스턴드레이아 감독의 2006년 자연 공포 영화이다. 미셸 로드리게스 등이 출연하였다.

## 출연
- 미셸 로드리게스
- 올리버 허드슨
- 테린 매닝
- 에릭 라이블리
- 힐 하퍼